# Strand-Segge
Die Strand-Segge (Carex extensa) ist eine Pflanzenart aus der Gattung der Seggen (Carex) innerhalb der Familie der Sauergrasgewächse (Cyperaceae). Sie ist an europäischen Küsten verbreitet.

## Beschreibung

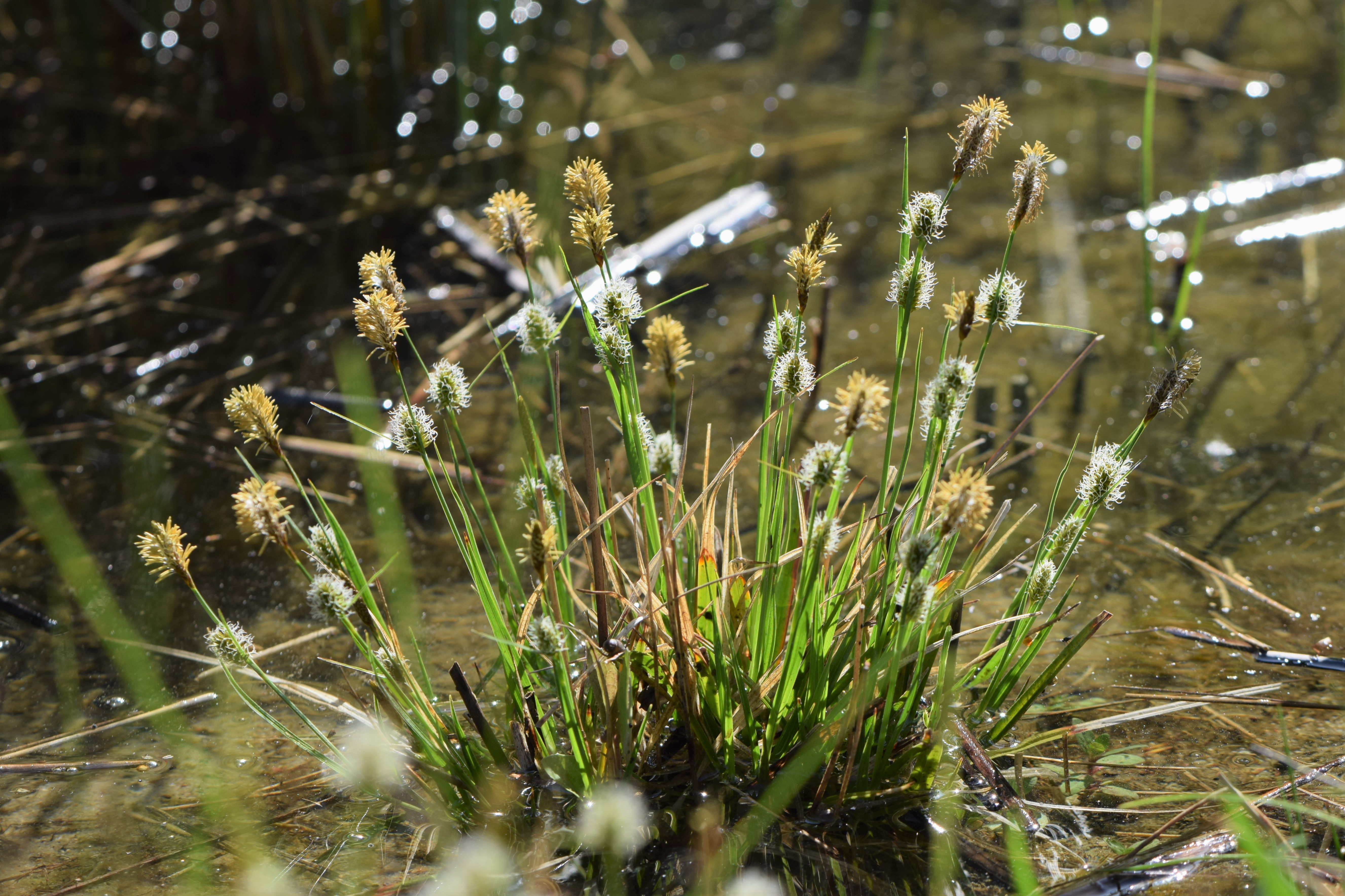
Habitus, Laubblätter und Blütenstände

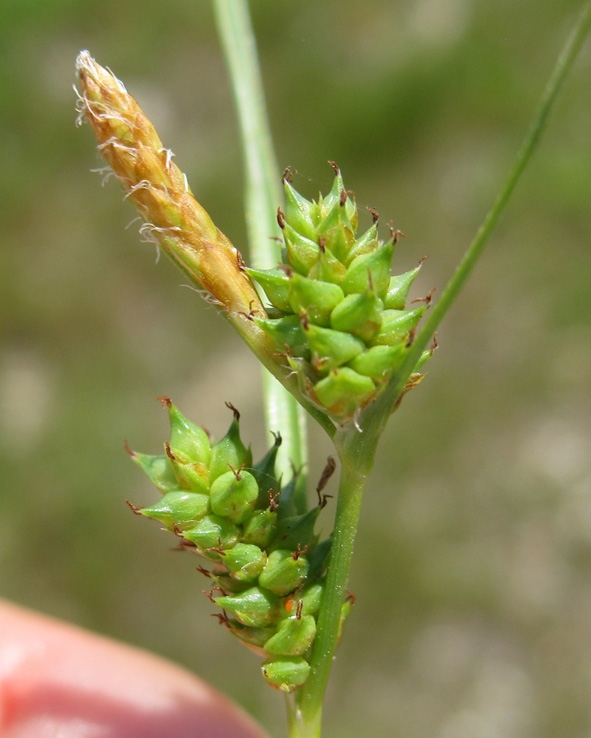
Blütenstand

### Vegetative Merkmale
Die Strand-Segge ist eine überwinternd grüne, ausdauernde krautige Pflanze und erreicht Wuchshöhen von 10 bis 30, zuweilen auch 50 Zentimetern. Es wächst in kleinen, relativ festen Horsten, die ihrerseits dichte Rasen bilden können. Die aufrechten Stängel sind stumpf dreikantig, glatt und nur am Grund beblättert. Die unteren Blattscheiden sind braun bis rostfarben und zerfasern nicht. Die steifen, dicken und 2 bis 3 Millimeter breiten Blattspreiten sind grau-grün, rinnig und oft randlich eingerollt. Die kurzen, dreieckigen Blatthäutchen sind undeutlich zu erkennen. 

### Generative Merkmale
Die Blütezeit reicht von Juni bis August. Die laubblattartigen Hüllblätter sind mit einer Länge von bis zu 10 Zentimetern oft länger als der Blütenstand. Der verschiedenährige Blütenstand ist 2 bis 5 Zentimeter lang mit zu dritt bis fünft sitzenden, meist einander genäherten Ähren. Am oberen Ende steht eine endständige, zylindrische Ähre mit männlichen Einzelblüten. Unten befinden sich meist zwei bis vier länglich-eiförmige Ähren mit dicht stehenden weiblichen Blüten. Die gelb bis rot-braunen Spelzen der weiblichen Blüten sind stachelspitzig und grün gekielt. Die männlichen Blüten tragen drei Staubblätter. Der deutlich zwei- bis dreikantige Utriculus (Fruchtschlauch) ist etwa 3,5 Millimeter lang und umhüllt drei Narben. Der zunächst graugrün gefärbte und im reifen Zustand sich braun färbende Schlauch (Utriculus) ist nach oben ziemlich plötzlich in einen kurzen zweizähnigen Schnabel verschmälert; er ist bei einer Länge von 3 bis 4 Millimetern sowie einem Durchmesser von etwa 2 Millimetern eiförmig bis ellipsoid, stumpf-dreikantig bis abgeflacht.
Die Frucht ist eiförmig bis ellipsoid, scharf dreikantig, braun und etwa 2 Millimeter lang und 1 Millimeter breit.
Die Chromosomenzahl beträgt 2n = 60.

## Ökologie
Bei der Strand-Segge handelt es sich um einen Hemikryptophyten.

## Verbreitung, Standort und Schutz
Die Strand-Segge ist an den atlantischen Küsten Nord- und Westeuropas, an den Küsten des Mittelmeeres sowie des Schwarzen Meeres verbreitet. Ihr Verbreitungsgebiet reicht von Europa und dem Mittelmeergebiet bis zum nördlichen Iran und umfasst auch Makaronesien. In Nord- und Südamerika ist sie ein Neophyt. In Mitteleuropa kommt sie ausschließlich an der Nord- und Ostseeküste (östlich bis Koszalin in Polen) vor.
Die Strand-Segge besiedelt feuchte, zeitweise überflutete Salzwiesen und Weiden der Meeresküsten sowie Dünentäler der Inseln. Ferner besiedelt sie brackwasserbeeinflusste Senken, deren Böden einen hohen Anteil an Sand und Ton aufweisen. Die Strand-Segge besiedelt bevorzugt basenreiche Böden. Ihr Hauptvorkommen besitzt sie in Salzpflanzenfluren. Pflanzensoziologisch ist sie in Mitteleuropa Kennart der Pflanzengesellschaft (Assoziation) des Junco-Caricetum extensae und des Verbandes Armerion maritimae.
Die Strand-Segge ist in Deutschland auf der Roten Liste der gefährdeten Gefäßpflanzen als gefährdet eingestuft. Ihre Bestandsentwicklung wird derzeit als konstant eingeschätzt. Die Strand-Segge ist vor allem durch Küstenschutzmaßnahmen und die ausbleibende Überflutung von Salzwiesen und Marschen bedroht.

## Systematik
Die Erstveröffentlichung von Carex extensa erfolgte 1794 durch Samuel Goodenough in Transactions of the Linnean Society of London, Band 2, S. 175, Tafel 21, fig. 7. Synonyme für Carex extensa Gooden. sind: Carex extensa subsp. sacalinensis Ciocârlan, Carex arcuata Wahlenb., Carex balbisii Schkuhr ex Balb., Carex extensa var. balbisii (Schkuhr ex Balb.) Rchb., Carex extensa var. graeca Hausskn., Carex extensa var. nana Husn., Carex extensa var. nervosa (Desf.) Nyman, Carex extensa var. puberula Merino, Carex extensa var. pumila Andersson, Carex extensa var. tenuifolia DC., Carex extensa subsp. viestina Fen., Carex nervosa Desf., Carex peruviana Dombey ex Boott, nom. illeg.
Seit 2009 würde es zwei Unterarten geben:
- Carex extensa subsp. sacalinensis Ciocârlan: Sie wurde 2009 aus Rumänien erstbeschrieben.[5] Doch ist diese Erstbeschreibung ungültig, da kein Typus angegeben wurde.[3]